# كبنهورست (تشيشير)
كبنهورست (بالإنجليزية: Capenhurst)‏ هي قرية و أبرشية مدنية تقع في المملكة المتحدة في إنجلترا. يقدر عدد سكانها بـ 237 نسمة .